# Merci ma tante
Pour plus de détails, voir Fiche technique et Distribution.
Merci ma tante (titre original : Grazie, zia) est un film italien réalisé par Salvatore Samperi, sorti en 1968.

## Fiche technique
- Titre : Merci ma tante
- Titre original : Grazie, zia
- Réalisation : Salvatore Samperi
- Scénario : Salvatore Samperi, Sergio Bazzini, Pier Luigi Murgia
- Photographie : Aldo Scavarda
- Montage : Silvano Agosti
- Musique : Ennio Morricone
- Décors : Giorgio Mecchia Madalena
- Costumes : Claudio Cordaro
- Producteur : Enzo Doria
- Société de production : Doria G. Film
- Pays d'origine :  Italie
- Langue : Italien
- Format : Noir et blanc — 35 mm — 1,85:1 — Son : Mono
- Genre : Comédie dramatique
- Durée : 94 minutes (1 h 34)
- Dates de sortie : 
  -  Italie : 30 avril 1968 (Milan) / 1er mai 1968 (Turin)
  -  France : 16 mai 1968 (Festival de Cannes)
  -  Danemark : 9 juillet 1968
  -  France : 5 octobre 1968 (Festival international du film de Locarno)
  -  États-Unis : 8 janvier 1969 (New York)

## Distribution
- Lisa Gastoni : Tante Lea
- Lou Castel : Alvise
- Gabriele Ferzetti : Stefano
- Luisa De Santis (it) : Nicoletta - la chanteuse
- Massimo Sarchielli (it) : Massimo
- Nicoletta Rizzi : La secrétaire du père d'Alvise
- Anita Dreyer : Barbara